# Deniz Çakır
Deniz Çakır (* 31. Dezember 1981 in Ankara) ist eine türkische Schauspielerin.

## Leben und Karriere
Çakır wurde am 31. Dezember 1981 in Ankara geboren. Sie studierte an der Hacettepe-Universität. Ihr Debüt gab sie 2004 in der Fernsehserie Kadın İsterse. Ihren Durchbruch hatte sie 2013 in der Serie Muhteşem Yüzyıl. Außerdem bekam sie eine Rolle in Yaprak Dökümü. Zwischen 2015 und 2018 trat sie in Eşkıya Dünyaya Hükümdar Olmaz auf. 2022 spielte Çakır in Aslinda Özgürsün mit.

## Diskografie

### Singles
- 2011: Ya Sonra (mit Özcan Deniz)
- 2016: Sen Benim Şarkılarımsın
- 2018: Beyaz (mit Derya Alabora)
- 2023: Boşvermişim Dünyaya
- 2023: Kuşlar Da Gitti (mit Genco Arı)

## Filmografie
Filme
- 2009: Kako Si?
- 2009: 40
- 2011: Ya Sonra

Serien
- 2004–2006: Kadın İsterse
- 2005: İki Arada Aşk
- 2006–2010: Yaprak Dökümü
- 2006: Evet Benim
- 2011: İffet
- 2013: Muhteşem Yüzyıl
- 2014: Yasak
- 2015–2018: Eşkıya Dünyaya Hükümdar Olmaz
- 2019: Vurgun
- 2021: Masumiyet
- 2022: Aslinda Özgürsün